# Ehrennadel des Landes Rheinland-Pfalz
Die Ehrennadel des Landes Rheinland-Pfalz ist eine Auszeichnung des Landes Rheinland-Pfalz. Sie wurde 1974 gestiftet und wird für langjährige ehrenamtliche Tätigkeit in der kommunalen Selbstverwaltung oder für die Mitwirkung in Organisationen mit kulturellen oder sozialen Zielen verliehen.

## Geschichte
Die Stiftung erfolgte am 7. August 1974 durch den damaligen Ministerpräsidenten Helmut Kohl. Am 26. Januar 1993 erließ Ministerpräsident Rudolf Scharping eine Verwaltungsvorschrift zur Ausgestaltung.

## Voraussetzungen
Die Verleihung der Ehrennadel ehrt Bürger des Landes Rheinland-Pfalz, die sich durch eine mindestens zwölfjährige ehrenamtliche Tätigkeit in der kommunalen, sozialen, wissenschaftlichen oder wirtschaftlichen Selbstverwaltung, in Vereinigungen mit sozialen oder kulturellen Zwecken oder durch vergleichbare Tätigkeiten ausgezeichnet haben. Eine reine Mitgliedschaft in einer dieser Einrichtungen reicht für eine Verleihung der Ehrennadel nicht aus. 
Die Ehrennadel kann auch an Bürger anderer Bundesländer verliehen werden, wenn sie sich um das Land Rheinland-Pfalz verdient gemacht haben.

## Art der Auszeichnung
Die silberne Ehrennadel, welche auf der linken Brustseite des Beliehenen getragen wird, zeigt das erhaben geprägte Landeswappen von Rheinland-Pfalz sowie heraldisch links einen nach oben gerichteten stilisierten Lorbeerzweig.

## Vorschlagsrecht
Grundsätzlich kann jeder Bürger für einen anderen die Verleihung beantragen. Anträge auf Verleihung können an Landrätinnen und Landräte, die Oberbürgermeisterin und Oberbürgermeister sowie die Präsidentin oder den Präsidenten der Aufsichts- und Dienstleistungsdirektion gerichtet werden.

## Träger (Auswahl)
- Werner Dinger
- Aloys Felke
- Walter Felke
- Herbert Gauls
- Otto Gödel
- Ignaz Görtz
- Christian Horn, Otterberg
- Hajo Knebel
- Gerhard Paulus
- Josef Rüddel
- Karl Saulheimer
- Gerold Scheuermann